# Erika Vikman
Erika Susanna Vikman (* 20. února 1993 Tampere) je finská zpěvačka, textařka a tanečnice, která s písní „Ich komme“ reprezentovala Finsko na Eurovision Song Contest 2025.
Svou kariéru započala jako zpěvačka finského tanga, proslavila se však až o tři roky později, když zvítězila na tanečním festivalu Tangomarkkinat. Na mezinárodní hudební scéně se jí podařilo prorazit až v roce 2020 v souvislosti s vydáním písně „Cicciolina“, která se stala jejím prvním hitem ve finské hitparádě top 5. Její debutové album s názvem Erika Vikman vyšlo o rok později, a také obsadilo první místo ve finských hitparádách.

## Mládí a vzdělání
Narodila se 20. února 1993 v Tampere, později vyrůstala ve městech Lempäälä a Pori. Její matka byla rovněž zpěvačkou, která zpívala finské tango a soutěžila v taneční soutěži Tangomarkkinat. Má mladší sestru Jenniku, která je také zpěvačkou. Vikman začala zpívat v době dospívání a v roce 2008 zvítězila v dívčí kategorii Juniorské soutěže v tangu. V roce 2010 se také zúčastnilasoutěže Tampereen Ponnahduslauta.
Navštěvovala smíšené gymnázium v Tampere, kde v roce 2013 složila maturitní zkoušku. Poté studovala populárně-jazzový zpěv na Regionální hudební škole v Pirkanmaa.

## Kariéra

### 2013–2019:Tangomarkkinat
Svou profesionální kariéru zahájila v roce 2013, kdy byla vybrána jako soutěžící sedmé řady finské verze pěvecké soutěže Idols. Stala se jednou ze dvanácti finalistů, byla ale vyřazena během epizody vysílané 7. listopadu 2013, kdy tak obsadila deváté místo. Později byla 28. listopadu do soutěže vrácena v rámci divoké karty, byla ale opět vyřazena, čímž nakonec obsadila sedmé místo.

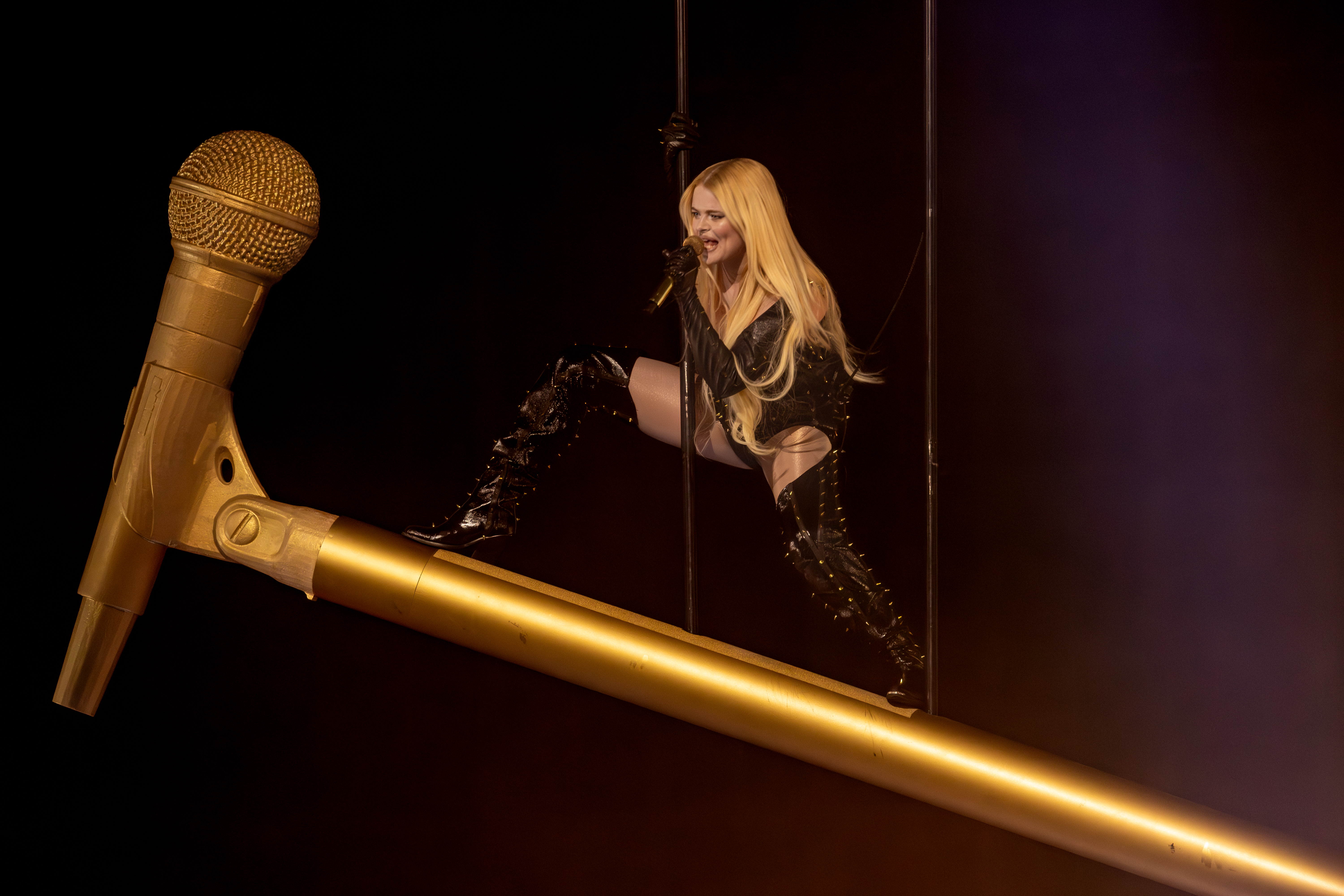
Erika Vikman na Eurovision Song Contest 2025

Po odchodu ze soutěže Idols se Vikman etablovala jako finská zpěvačka specializující se na tango. V roce 2015 soutěžila v prestižní soutěži Tangomarkkinat, kde skončila na druhém místě. Následující rok se do soutěže znovu vrátila a zvítězila, čímž získala titul Taneční královna Finska pro rok 2016. Po svém vítězství podepsala smlouvu s vydavatelstvím Sony Music a v roce 2017 vydala svůj první singl „Ettei mee elämä hukkaan“ právě s tímto labelem, ve kterém začala experimentovat s elektropopem.

### 2020–: „Cicciolina“ a Eurovize
V roce 2020 podepsala smlouvu s Warner Music Finland a veřejnoprávní stanicí Yle byla potvrzena jako soutěžící v soutěži Uuden Musiikin Kilpailu 2020, finském národním výběru pro Eurovision Song Contest 2020. Soutěžila s písní „Cicciolina“, inspirovanou maďarsko-italskou pornoherečkou a političkou Ilonou Staller, známou právě pod uměleckým jménem Cicciolina. Finále proběhlo 7. března 2020 v Tampere, kde se umístila na druhém místě – přestože získala nejvíce hlasů od veřejnosti, odborná porota ji zařadila až na třetí místo. Navzdory druhému místu se její píseň stala hitem a přinesla její první umístění v top 5 finské hitparády.
Po úspěchu Ciccioliny následoval singl „Syntisten pöytä“, který se stal jejím druhým hitem v top 5 a zároveň prvním číslem jedna v rádiovém žebříčku. Ve stejném roce se zúčastnila také první řady pořadu Masked Singer Suomi (finská obdoba pořadu Zlatá maska), kde jako „Vosa“ obsadila třetí místo. V srpnu 2021 vydala své debutové studiové album s názvem Erika Vikman, které se záhy umístilo na první příčce finské albové hitparády a stalo se jejím prvním albem číslo jedna. V květnu 2022 bylo oznámeno, že se objeví ve třinácté řadě populárního pořadu Vain elämää, finské verze formátu The Best Singers.
V roce 2025 bylo potvrzeno, že Vikman bude s písní „Ich komme“ jednou ze soutěžících v Uuden Musiikin Kilpailu 2025. Soutěž vyhrála a stala se tak reprezentantkou Finska na Eurovision Song Contest 2025. Na soutěži dokázala ze druhého semifinále postoupit do finále, kde skončila na 11. místě se ziskem 196 bodů.

## Osobní život
Mezi lety 2016 až 2020 byla Vikman ve vztahu s finským zpěvákem Dannym (* 1942). Jejich vztah byl kontroverzní zejména kvůli výraznému věkovému rozdílu – ten činil 50 let. Společně bydleli v obci Kirkkonummi na jihu Finska, a to až do svého rozchodu. V roce 2020 se veřejně přihlásila k bisexualitě.

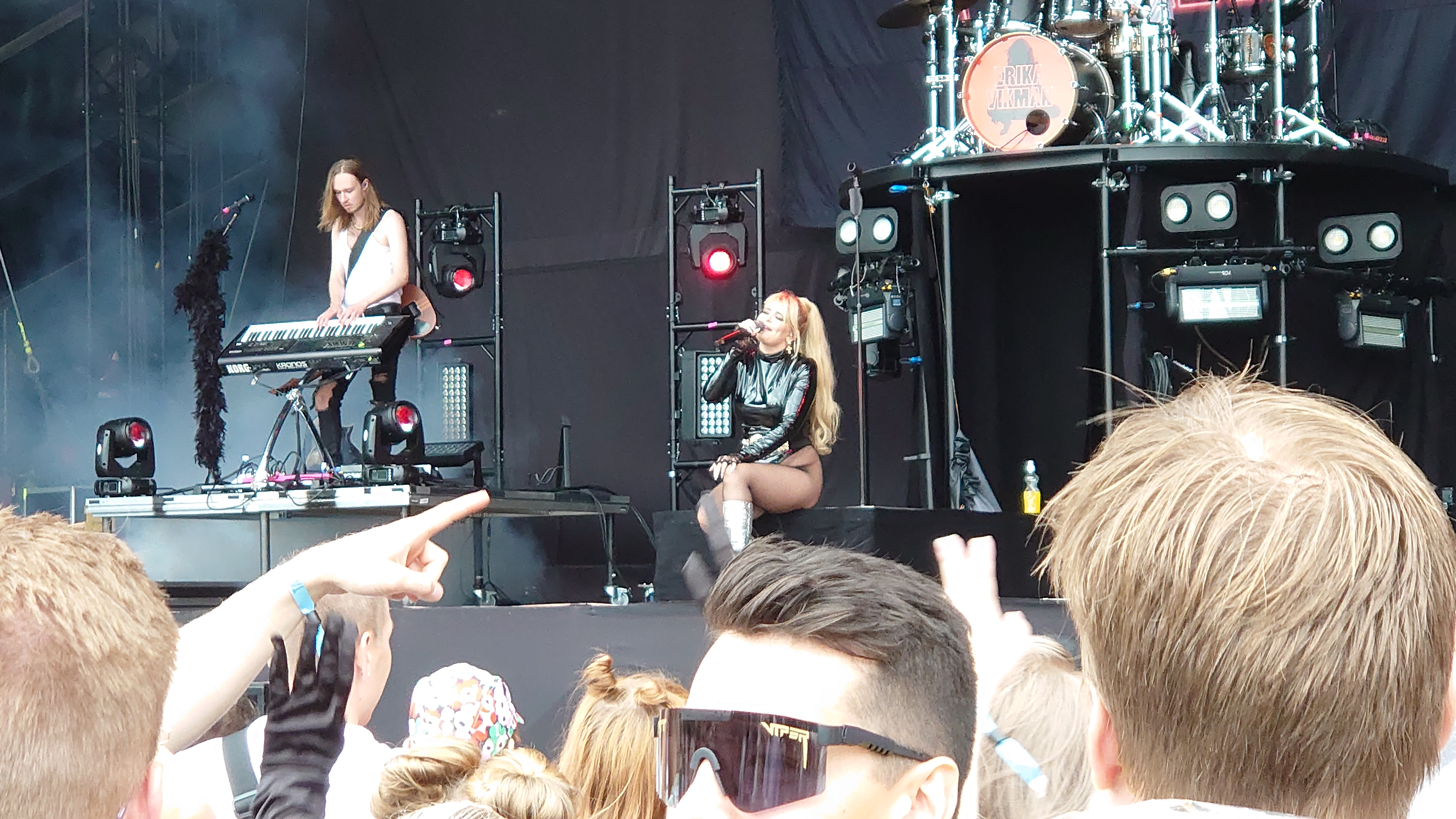
Erika Vikman vystupující na Tammerfestu v roce 2022

## Diskografie

### Alba
- 2021: Erika Vikman

### EP
- 2025: Erikavision

### Singly
- 2015: „Etkö uskalla mua rakastaa“
- 2017: „Ettei mee elämä hukkaan“
- 2017: „Säännöt“
- 2017: „Jos osaisin sanoa ei“
- 2020: „Cicciolina“
- 2020: „Syntisten pöytä“
- 2021: „Häpeä“
- 2021: „Tääl on niin kuuma“
- 2021: „Huonoja ideoita“
- 2023: „Elizabeth Taylor“
- 2024: „Ruoska“
- 2024: „Aivan sama“
- 2024: „Myynnissä“
- 2025: „Ich komme“